# Jonathan Roumie
Jonathan Roumie (Nova Iorque, 1 de julho de 1974) é um ator  americano mais conhecido por seu papel como Jesus em The Chosen, uma série de televisão sobre o nascimento do Cristianismo. Ele também é um artista de voz e dublagem de filmes, séries e jogos eletrônicos.
A atuação de Roumie como Jesus em The Chosen foi elogiada pelo National Catholic Register, America Magazine, The Atlantic, and The Irish Times.
Jonathan declara-se publicamente como católico fervoroso, participando frequentemente do sacramento da Eucaristia e recorrendo ao da Confissão.

## Carreira
Roumie apareceu em programas de televisão como The Good Wife, As the World Turns e Castle. Porém, ele é mais conhecido por sua interpretação de Jesus na série The Chosen. Ele interpretou o personagem de Jesus Cristo pela primeira vez em um projeto multimídia itinerante sobre a vida de Faustina Kowalska chamado Faustina: Messenger of Divine Mercy, e posteriormente em Once we were Slaves/The Two Thieves. Roumie também é co-produtor, co-diretor e ator principal de The Last Days: The Passion and Death of Jesus, uma performance ao vivo sobre a paixão de Cristo.
Seu trabalho de dublagem inclui os jogos eletrônicos Evolve, Mafia II & III e The Darkness II. Roumie também dublou vários personagens da série Celebrity Deathmatch da MTV.
Roumie começou como assistente de produção e foi responsável pela aferição de locações dos filmes Spider Man, National Treasure e I Am Legend. Sua primeira música original, "Outta Time" foi lançada na Europa para o álbum Unbreakable, que ele co-produziu.
Ele dirige uma bolsa de entretenimento para profissionais de entretenimento cristãos.

## Prêmios e indicações
| Ano  | Associação        | Categoria                                                     | Trabalho nomeado                                     | Resultado | Ref.   |
| ---- | ----------------- | ------------------------------------------------------------- | ---------------------------------------------------- | --------- | ------ |
| 2020 | Movieguide Awards | Prêmio Grace de Performance Mais Inspiradora para a Televisão | The Chosen, Episódio 1.8 – "I am He"                 | Venceu    | [ 19 ] |
| 2022 | Movieguide Awards | Prêmio Grace de Performance Mais Inspiradora para a Televisão | The Chosen, Episódio 2.8 – "Beyond Mountains"        | Indicado  | [ 20 ] |
| 2023 | Movieguide Awards | Prêmio Grace de Performance Mais Inspiradora para a Televisão | The Chosen, Episode 3.3 – "Physician, Heal Yourself" | Indicado  | [ 21 ] |